# Sportverein Grödig 2016-2017

## Rosa
Rosa aggiornata al 20 luglio 2016
| N. |                     | Ruolo | Calciatore           |
| -- | ------------------- | ----- | -------------------- |
| 1  | Austria (bandiera)  | P     | Hans-Peter Berger    |
| 2  | Austria (bandiera)  | D     | Markus Berger        |
| 5  | Austria (bandiera)  | D     | Dominik Gritsch      |
| 6  | Germania (bandiera) | C     | Matthias Öttl        |
| 8  | Austria (bandiera)  | A     | Julian Feiser        |
| 9  | Austria (bandiera)  | A     | Michael Pletschacher |
| 10 | Austria (bandiera)  | D     | Emre Uygur           |
| 12 | Austria (bandiera)  | D     | Robert Strobl        |
| 14 | Austria (bandiera)  | A     | Mersudin Jukic       |
| 17 | Austria (bandiera)  | D     | Fabian Herzgsell     |
| 19 | Austria (bandiera)  | D     | Benedikt Pichler     |

| N. |                     | Ruolo | Calciatore              |
| -- | ------------------- | ----- | ----------------------- |
| 20 | Austria (bandiera)  | D     | Mladen Jutrić           |
| 21 | Austria (bandiera)  | C     | Christopher Bachleitner |
| 22 | Austria (bandiera)  | D     | Umberto Gruber          |
| 25 | Germania (bandiera) | C     | Tom Heinrich            |
| 27 | Austria (bandiera)  | D     | Maximilian Stürzer      |
| 32 | Austria (bandiera)  | C     | Moritz Waldmann         |
|    | Austria (bandiera)  | P     | Manuel Kalman           |
|    | Austria (bandiera)  | D     | Elias Kircher           |
|    | Austria (bandiera)  | D     | Leonardo Lukačević      |
|    | Austria (bandiera)  | C     | Markus Wallner          |
|    | Austria (bandiera)  | C     | Telat Ünal              |

### Staff tecnico
- Christian Haas - Direttore sportivo
- Andreas Fötschl - Allenatore
- Oliver Scheucher  - Preparatore dei portieri
- Nedzad Selimovic  - Allenatore giovanili
- Andreas Britz - Fisioterapista
- Lukas Fabi - Team manager